# Slayer,Interrupted
『Slayer, Interrupted』は、テレビシリーズ『バフィー 〜恋する十字架〜』のコミック版。2003年の3月から7月にかけて発売された第56話から第59話からなる4部作。ストーリーは映画『バッフィ/ザ・バンパイア・キラー』とテレビ版の第1作「ヘルマウスへようこそ」の中間に位置する。

## 物語
バフィーの妹ドーンはある日、姉の日記を盗み読む。そして両親に、姉がスレイヤーであることを知らせる。帰宅したバフィーに、ジョイス達はこの日記のことを問い詰め、彼女を精神病院に入院させてしまう。入院したバフィーは同じ病棟の患者とトラブルになったりするが、次第に病棟の地下室部分にモンスターが巣食っていることを知る。そして病院の院長がカウンシルのメンバーであることも知る。院長を危機から救ったバフィーは退院を許される。

## ドラマとのつながり
第6シーズンの第16話「2つの現実」の中で、バフィーの口からこのエピソードの事件が語られる。

## 登場人物
バフィー・アン・サマーズ
バンパイア・スレイヤー。
ドーン・サマーズ
バフィーの妹。
コーディリア・チェイス
サニーデール高校の生徒。
ハーモニー・ケンドール
サニーデール高校の生徒。
ジョイス・サマーズ
バフィーの母親。
ハンク・サマーズ
バフィーの父親。
ルパート・ジャイルズ
ウォッチャー。
プリムローズ
精神病院の院長。ウォッチャー・カウンシルのメンバーでもある。